# Osterwick
Osterwick ist ein Ortsteil der Gemeinde Rosendahl im Kreis Coesfeld in Nordrhein-Westfalen. Dort treffen die Landesstraßen L 555, L 571, L 577 und L 582 zusammen.

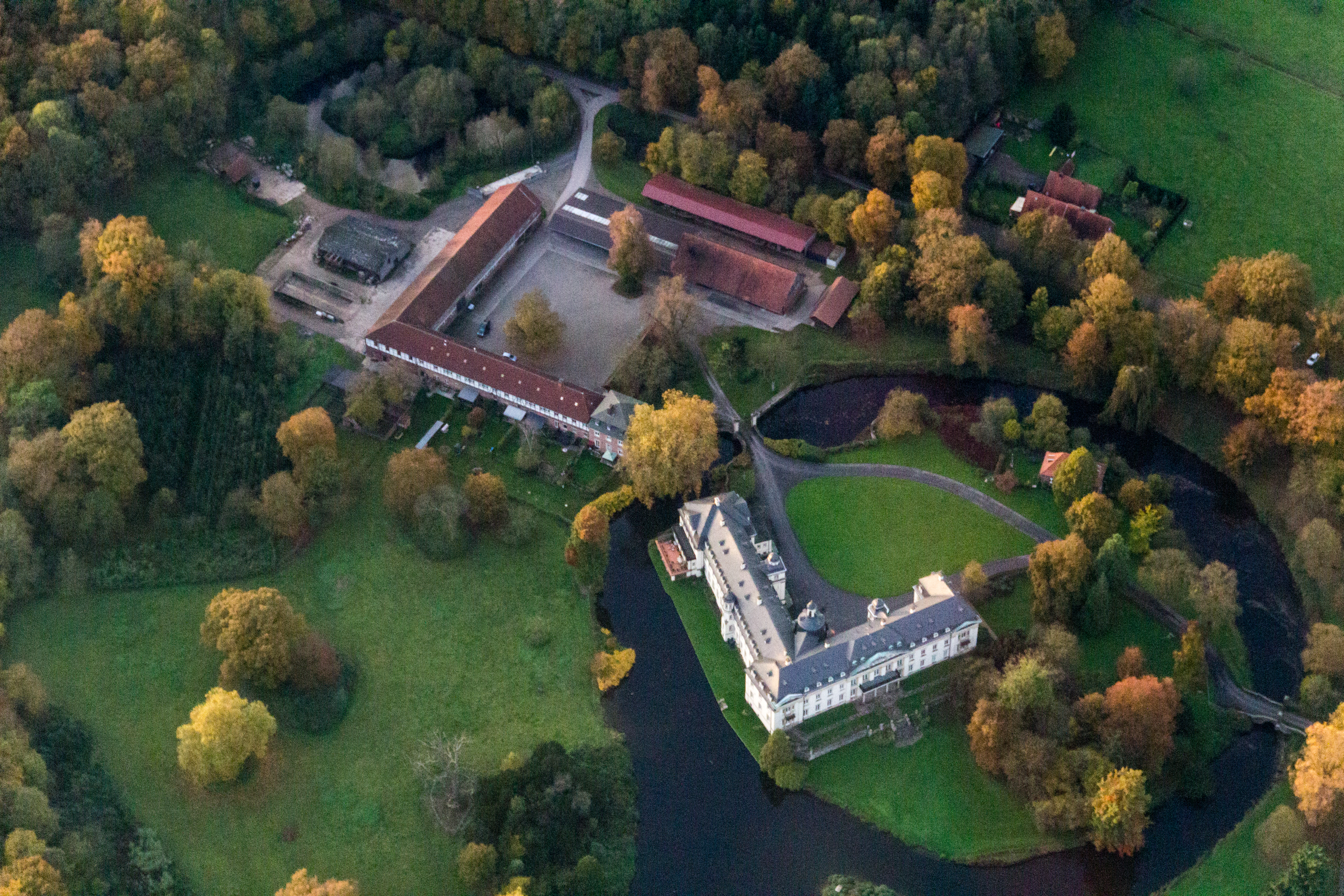
Stift Varlar (2014)

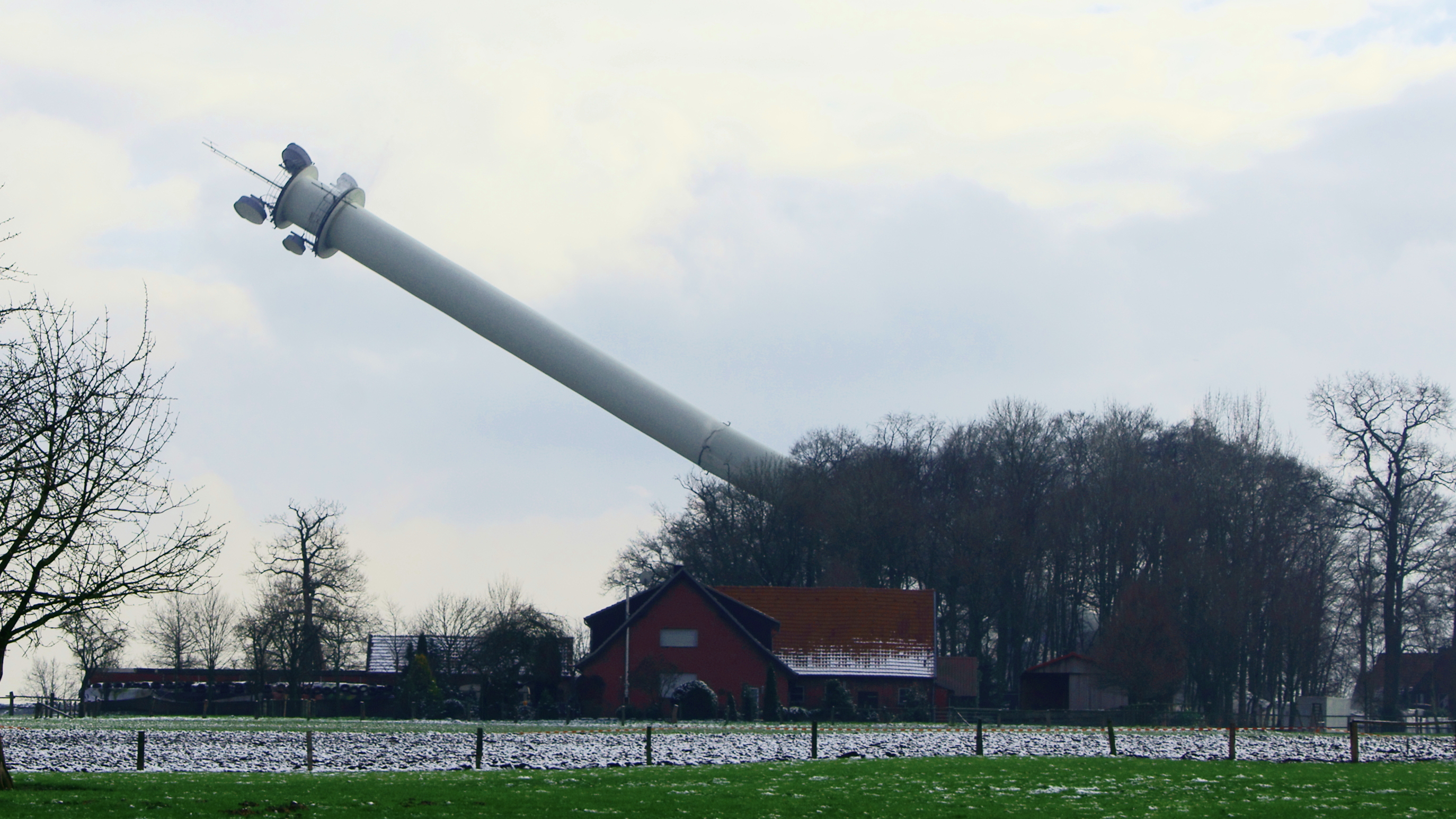
Die Lange Ida fällt am 9. Februar 2013

## Bauwerke
- Pfarrkirche St. Fabian und Sebastian
- Stift Varlar
- Haus Weersche ist ein aus einer mittelalterlichen Burganlage hervorgegangenes ehemaliges Rittergut
- Der 115 Meter hohe Richtfunkmast Lange Ida wurde am 9. Februar 2013 gesprengt.

## Persönlichkeiten
- Friedrich Salm-Horstmar (1799–1865), Standesherr
- Eduard zu Salm-Horstmar (1841–1923), preußischer General der Kavallerie, Sportfunktionär und Mitglied des Internationalen Olympischen Komitees
- Otto zu Salm-Horstmar (1867–1941), Standesherr, Politiker, Mitglied des Preußischen Herrenhauses
- Eduard Meyer (1888–1977), Philosoph, Psychologe und Hochschullehrer
- Karl-Heinz Kirchhoff (1925–2014), Historiker
- Heinrich Mussinghoff (* 1940), Bischof von Aachen